# Киркленд, Джек
Дже́к Ки́ркленд (25 июля 1902[…], Сент-Луис, Миссури — 22 февраля 1969[…], Нью-Йорк, Нью-Йорк) — американский драматург, продюсер, режиссёр и сценарист.
Наибольшим успехом Киркленда стала пьеса «Табачная дорога» — адаптация романа Эрскина Колдуэлла. Среди других его пьес: «Фрэнки и Джонни» (экранизирована), «Тортилья Флэт», «Пыль в твоих глазах», «Мистер Адам», «Человек с золотой рукой» и «Мандинго» (экранизирована).
Киркленд сотрудничал с Мелвиллом Бейкером в нескольких экранных проектах, включая «Зоопарк в Будапеште» (1933) с Лореттой Янг и Джином Рэймондом в главных ролях, «Отныне и навсегда» (1934) с Гэри Купером, Кэрол Ломбард и Ширли Темпл в главных ролях, и «Позолоченная лилия» (1935), где в главных ролях снялись Клодетт Кольбер, Фред МакМюррей и Рэй Милланд.

## Личная жизнь
Джек Киркланд был женат несколько раз, в том числе на актрисе и продюсере Хайле Стоддард (в этом браке родилось двое детей); также, у него было ещё несколько детей (одной из дочерей была балерина Гелси Киркланд) от нескольких жён.